# Giovanni Antonio Trivulzio (Kardinal, 1457)
Antonio Trivulzio CRSAnt (genannt der Ältere; * 18. Januar 1455 oder 1457 in Mailand; † 18. März 1508 in Rom) war ein italienischer Geistlicher. Von 1487 bis zu seinem Tod war er Bischof von Como, ab 1500 Kardinal.

## Leben

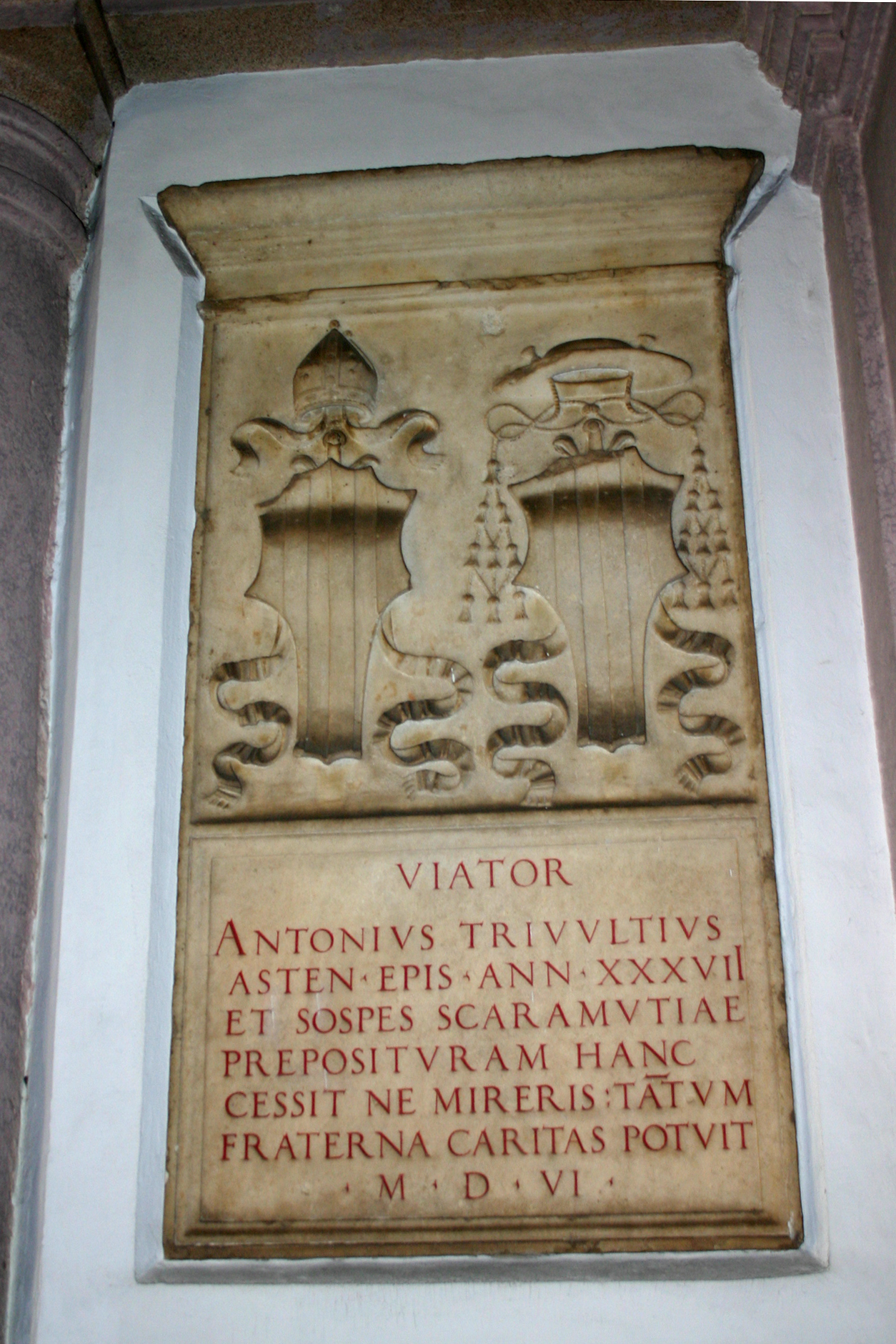
Gedenktafel für Kardinal Antonio Trivulzio (Senior) mit Kardinalswappen - Palazzo Trivulzio, Mailand

Er war ein jüngerer Sohn von Pietro Trivulzio, Patrizier aus Mailand, und Laura Bossi. Sein Bruder war Teodoro Trivulzio, Marschall von Frankreich, sein Neffe der Kardinal Agostino Trivulzio. Nach seinem Doktorat in Jura wurde er Regularkanoniker im Antoniter-Orden in Mailand, zudem Berater des Herzogs Gian Galeazzo Maria Sforza.
Antonio Trivulzio wurde 1477 zum mailändischen Gesandten ernannt und in Parma (1477), Rom (1483) und Venedig (1495) eingesetzt. Er wurde Apostolischer Protonotar und Auditor der Römischen Rota. Am 27. August 1487 wurde er zum Bischof von Como gewählt, das Amt übte er bis zu seinem Tod aus. 1499 gehörte er dem Regentschaftsrat Mailands an. 1499 bis 1502 war er Mitglied des Domkapitels der Sint-Donaaskathedraal in Brügge. Während der Italienkriege stellte er sich auf die Seite der Franzosen, woraufhin König Ludwig XII. seine Erhebung zum Kardinal einforderte.
Papst Alexander VI. erhob ihn beim Konsistorium von 28. September 1500 zum Kardinal in pectore, veröffentlicht wurde diese Entscheidung am 2. Oktober 1500. Am 5. Oktober 1500 wurde er Kardinalpriester von Sant’Anastasia al Palatino und am 1. Dezember 1505 von Santo Stefano Rotondo, am 4. Januar 1507 optierte er für eine andere Titelkirche, deren Name aber nicht bekannt ist.
Im Jahr seiner Erhebung zum Kardinal wurde er auch Senator in Mailand. 1505/06 war er Camerlengo des Kardinalskollegiums. Er nahm an den Konklaven von September 1503 und Oktober 1503 teil, auf denen Pius III. bzw. Julius II. gewählt wurden.
Antonio Trivulzio starb am 18. März 1508 in Rom und wurde in Santa Maria del Popolo in Rom bestattet.
Selbst auf zeitgenössischen Gedenktafeln (vgl. Bild) wird er oft fälschlich mit Bischof Antonio Trivulzio verwechselt, der Bischof von Asti (1499–1509 und später) war und dann vielleicht auch 1518 kurz Bischof von Como. Zudem wird oft ein falsches Sterbejahr angegeben und fälschlich als Bischofssitz Asti genannt. Antonio Trivulzio senior war allerdings nie Bischof von Asti, sondern 31 Jahre lang Bischof von Como.